# Краніофарингіома
Краніофарингіома — це вроджена пухлина головного мозку, що походить з епітеліальних ембріональних клітин гіпофізу. Краніофарингіома діагностується переважно у пацієнтів дитячого віку, проте може зустрічатись у дорослих старших 50 років.
Краніофарингіома відносно рідкісна пухлина, частота якої становить 2 на 100000 населення.

## Патологічна анатомія
Гістопатологічна картина краніофарингіоми демонструє сквамозний епітелій, з якого формується один з гістологічних типи пухлини:
адамантиномна краніофарингіома та папілярна краніофарингіома.
При адамантиномній краніофарингіомі визначаються кальцифікати, що дозволяє визначати таку пухлину за допомогою МРТ.

## Клінічна картина
Краніофарингіома призводить до підвищення внутрішньочерепного тиску та може стискати зоровий нерв в ділянці хіазми, що призводить до розвитку головних болів та порушення зору. Можуть виникати порушення сну, при ураженні ділянки III шлуночка. Краніофарингіома може бути причиною нецукрового центрального діабету.

## Діагностика
Виконуються комп'ютерна томографія або МРТ головного мозку, завдяки яким можна визначити краніофарингіому.

## Лікування
Лікування оперативне, яке при можливості повинно бути направленим на тотальне видалення краніофарингіоми.